# Ботеј (Муреш)
Ботеј (рум. Botei) насеље је у Румунији у округу Муреш у општини Зау Де Кампије. Oпштина се налази на надморској висини од 305 m.

## Становништво
Према подацима из 2002. године у насељу је живело 157 становника, од којих су сви румунске националности.